# Кингсбери, Фред
Фредерик Джон «Фред» Кингсбери, IV (англ. Frederick John "Fred" Kingsbury, IV, 20 мая 1927, Фредериксберг, Виргиния — 7 октября 2011, Гилфорд) — американский гребец, бронзовый призёр Олимпийских игр в Лондоне (1948).
Как гребец с командой Йельского университета выиграл национальный чемпионат США, а затем в составе четвёрки распашной без рулевого — бронзовую медаль на Олимпийских играх (1948) в Лондоне с командным результатом 6:47,7.
В 1950 году окончил Йельский университет со степенью в области машиностроения, в конце 1960-х годах получил докторскую степень в области электротехники. После окончания колледжа до выхода на пенсию в 65 лет работал в Военно-морской подводной акустической лаборатории в Нью-Лондоне, которая позже была преобразована в морской подводный центр Systems, ведущий отдел гидролокации. Также был членом комиссии Гилфорда по планированию и зонированию и комиссии аналогичной комиссии Sachem’s Head Association.